# Langoiran
Ne doit pas être confondu avec Guy de Montferrand dit Langoiran.
Langoiran est une commune du sud-ouest de la France, située dans le département de la Gironde (région Nouvelle-Aquitaine).
Ses habitants sont appelés les Langoirannais.

## Géographie

### Localisation
Commune de l'aire d'attraction de Bordeaux située dans son unité urbaine à 25 km au sud-est de Bordeaux, au bord de la Garonne sur sa rive droite.
Cette petite ville est répartie sur son espace géographique en trois entités : le centre bourg et son port, le Pied-du-Château et le Haut-Langoiran.
Le quartier du port est constitué de jolies maisons (anciennes maisons de pêcheurs le long du Grand Estey, ancien relais Saint Martin, sur la berge de la Garonne, construites au XVIe siècle). Le pont métallique de la fin du XIXe siècle, dénommé Pont Eiffel car il fut construit selon les principes techniques du célèbre ingénieur Gustave Eiffel, a été construit par l'entrepreneur Fives Lille et permet de franchir la Garonne pour rejoindre sur la rive gauche le bourg de Portets.
Du pont, on peut profiter de la perspective du fleuve, et une fois sur l'autre rive, de la beauté paysagère des coteaux d'où émergent les trois clochers des villages de Tabanac, Le Tourne, Langoiran, et de l'harmonie des façades du port. À voir aussi, dans le bourg, l'église Saint-Léonce de la fin du XIXe - fermé en 1973, l'édifice fut rouvert après des travaux à la Noël 1986. À la sortie du bourg (par la D20, direction Créon), se trouve le moulin fortifié du Gaillardon (XIVe et XVe) face au « cellier de Graman », cave coopérative qui fut créé en 1967 par Georges Bonhoure et dirigé par la suite jusqu'en 1997 par Philippe Daviaud. Un peu plus loin sur la droite, le château de la Peyruche et son vignoble domine en haut du coteau.
Le Haut-Langoiran : en prenant la petite route qui monte entre le supermarché et le stade Alain Giresse (célèbre footballeur né à Langoiran), l'on arrive en haut du coteau et l'on bénéficie d'un remarquable coup d'œil sur l'ensemble de la vallée de la Garonne et le Château de Langoiran, magnifique forteresse médiévale du XIVe siècle qui fit l'admiration de Léo Drouyn au XIXe siècle. L'église romane Saint Pierre-ès-Liens, renommée par son abside saintongeaise, domine le coteau du Haut-Langoiran, considéré comme l'ancien bourg (bien que le hameau du Pied-du-Château semble avoir été plus peuplé), avant que celui-ci ne se développe le long de la Garonne.
La commune se trouve à 23 km au sud-est de Bordeaux, chef-lieu du département, à 23 km au nord-ouest de Langon, chef-lieu d'arrondissement et à 11 km au nord-ouest de Cadillac, chef-lieu de canton.

### Communes limitrophes
Les communes limitrophes en sont Capian à l'est, Lestiac-sur-Garonne au sud-est, Portets au sud-ouest sur la rive gauche (sud) de la Garonne, Le Tourne à l'ouest et Haux au nord.
|                    | Haux      |                     |
| Le Tourne          | Langoiran | Capian              |
| La Garonne Portets |           | Lestiac-sur-Garonne |

### Climat
Pour des articles plus généraux, voir Climat de la Nouvelle-Aquitaine et Climat de la Gironde.
Historiquement, la commune est exposée à un climat océanique aquitain.
En 2020, Météo-France publie une typologie des climats de la France métropolitaine dans laquelle la commune est exposée à un climat océanique et est dans la région climatique  Aquitaine, Gascogne, caractérisée par une pluviométrie abondante au printemps, modérée en automne, un faible ensoleillement au printemps, un été chaud (19,5 °C), des vents faibles, des brouillards fréquents en automne et en hiver et des orages fréquents en été (15 à 20 jours).
Pour la période 1971-2000, la température annuelle moyenne est de 12,7 °C, avec une amplitude thermique annuelle de 14,5 °C. Le cumul annuel moyen de précipitations est de 860 mm, avec 11,9 jours de précipitations en janvier et 7 jours en juillet. Pour la période 1991-2020, la température moyenne annuelle observée sur la station météorologique la plus proche, située sur la commune de Cadaujac à 11 km à vol d'oiseau, est de 13,8 °C et le cumul annuel moyen de précipitations est de 918,3 mm,. Pour l'avenir, les paramètres climatiques de la commune estimés pour 2050 selon différents scénarios d’émission de gaz à effet de serre sont consultables sur un site dédié publié par Météo-France en novembre 2022.

## Urbanisme

### Typologie
Au 1er janvier 2024, Langoiran est catégorisée bourg rural, selon la nouvelle grille communale de densité à sept niveaux définie par l'Insee en 2022.
Elle appartient à l'unité urbaine de Bordeaux, une agglomération intra-départementale regroupant 73  communes, dont elle est une commune de la banlieue,,. Par ailleurs la commune fait partie de l'aire d'attraction de Bordeaux, dont elle est une commune de la couronne,. Cette aire, qui regroupe 275 communes, est catégorisée dans les aires de 700 000 habitants ou plus (hors Paris),.

### Occupation des sols

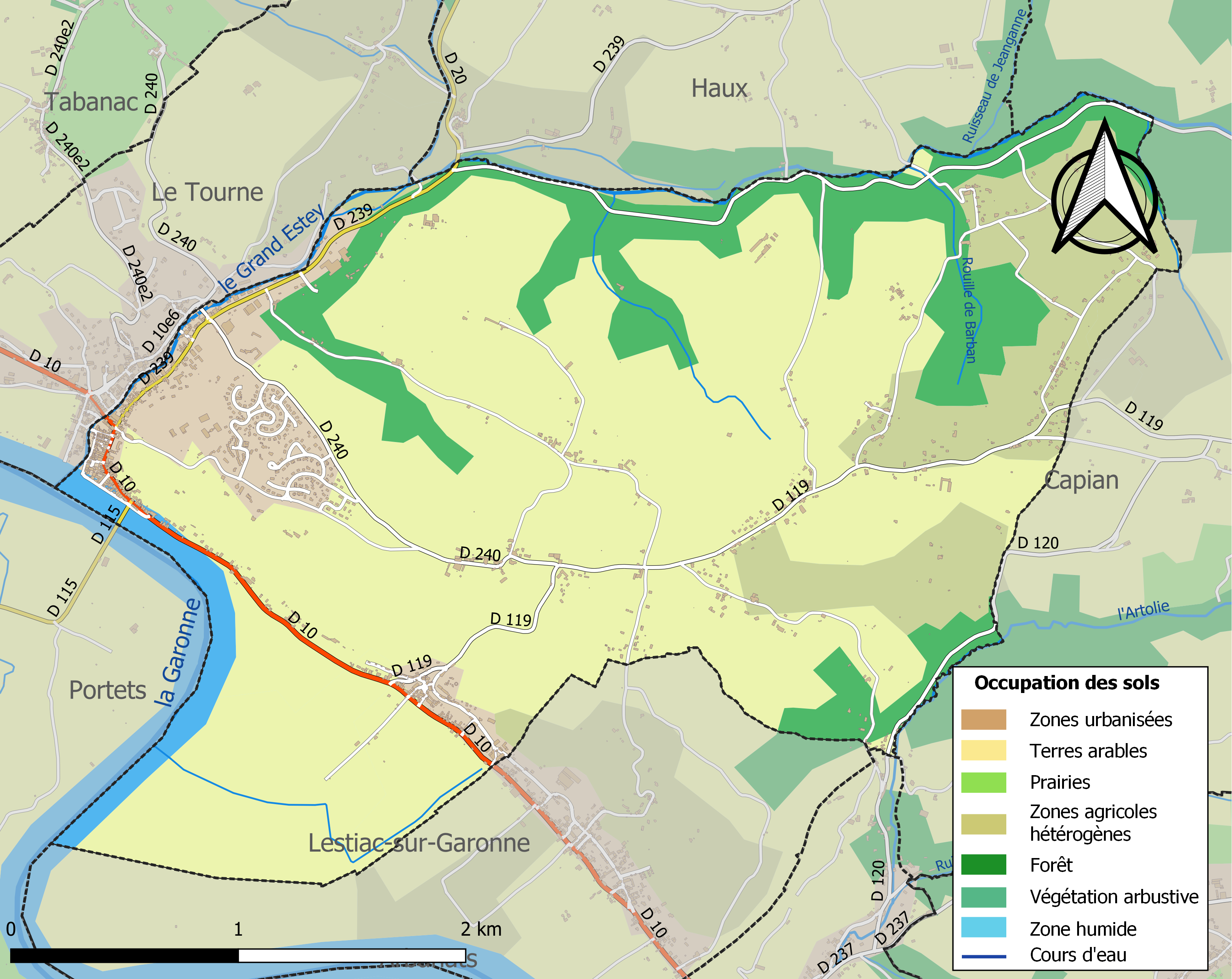
Carte des infrastructures et de l'occupation des sols de la commune en 2018 (CLC).

L'occupation des sols de la commune, telle qu'elle ressort de la base de données européenne d’occupation biophysique des sols Corine Land Cover (CLC), est marquée par l'importance des territoires agricoles (76,5 % en 2018), en diminution par rapport à 1990 (77,6 %). La répartition détaillée en 2018 est la suivante : 
cultures permanentes (55,5 %), forêts (14,1 %), zones agricoles hétérogènes (13 %), terres arables (8,1 %), zones urbanisées (6,7 %), eaux continentales (2,6 %). L'évolution de l’occupation des sols de la commune et de ses infrastructures peut être observée sur les différentes représentations cartographiques du territoire : la carte de Cassini (XVIIIe siècle), la carte d'état-major (1820-1866) et les cartes ou photos aériennes de l'IGN pour la période actuelle (1950 à aujourd'hui).

### Voies de communication et transports
La principale voie de communication routière est la route départementale D10 qui traverse le bourg et le Pied-du-Château et mène vers le nord-ouest au Tourne et au-delà à Bordeaux et vers le sud-est à Lestiac-sur-Garonne puis au-delà vers Langon ; la route départementale D239 commence dans le bourg et mène, au nord-est, vers Haux et à la route départementale D20 qui rejoint Créon ; elle croise, au niveau du stade Alain Giresse, la route départementale D240 qui permet de rejoindre vers le nord-ouest Tabanac et Saint-Caprais-de-Bordeaux et vers le sud-ouest le Haut-Langoiran ; au lieu-dit Le Pied-du-Château, commence la route départementale D119 qui mène vers le nord-est à Capian.
L'accès à l'autoroute A62 (Bordeaux-Toulouse) le plus proche est le no 1.1 de La Brède qui se situe à 10 km vers l'ouest.
L'accès no 1 de Bazas à l'autoroute A65 (Langon-Pau) se situe à 37 km vers le sud-sud-est.
L'accès le plus proche à l'autoroute A89 (Bordeaux-Lyon) est le no 8 de Vayres sur la route nationale 89 qui se situe à 27 km vers le nord-nord-est.
La gare SNCF la plus proche est celle, distante de 3,5 km par la route vers le sud-ouest, de Portets sur la ligne Bordeaux-Sète du TER Nouvelle-Aquitaine. Sur la même ligne mais offrant plus d'opportunités de liaisons, la gare de Langon se situe à 23 km par la route vers le sud-est.

### Risques majeurs
Le territoire de la commune de Langoiran est vulnérable à différents aléas naturels : météorologiques (tempête, orage, neige, grand froid, canicule ou sécheresse), inondations, mouvements de terrains et séisme (sismicité faible). Un site publié par le BRGM permet d'évaluer simplement et rapidement les risques d'un bien localisé soit par son adresse soit par le numéro de sa parcelle.
Certaines parties du territoire communal sont susceptibles d’être affectées par le risque d’inondation par débordement de cours d'eau, notamment la Garonne et le Grand Estey. La commune a été reconnue en état de catastrophe naturelle au titre des dommages causés par les inondations et coulées de boue survenues en 1982, 1983, 1986, 1990, 1998, 1999, 2009, 2013, 2014, 2020 et 2021,.
Les mouvements de terrains susceptibles de se produire sur la commune sont des affaissements et effondrements liés aux cavités souterraines (hors mines), des éboulements, chutes de pierres et de blocs et des tassements différentiels. Par ailleurs, afin de mieux appréhender le risque d’affaissement de terrain, l'inventaire national des cavités souterraines permet de localiser celles situées sur la commune.

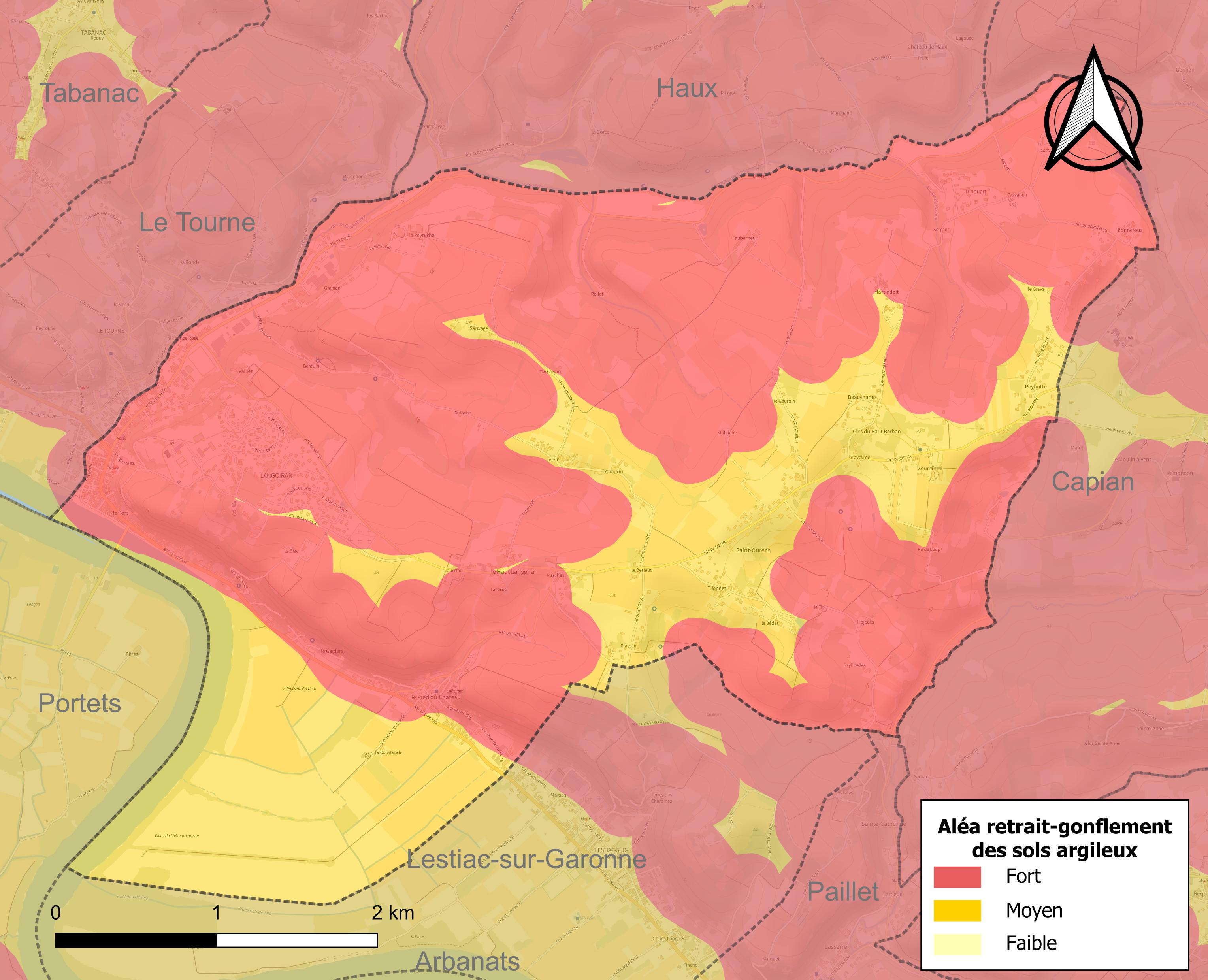
Carte des zones d'aléa retrait-gonflement des sols argileux de Langoiran.

Le retrait-gonflement des sols argileux est susceptible d'engendrer des dommages importants aux bâtiments en cas d’alternance de périodes de sécheresse et de pluie. La totalité de la commune est en aléa moyen ou fort (67,4 % au niveau départemental et 48,5 % au niveau national). Sur les 922 bâtiments dénombrés sur la commune en 2019, 922 sont en aléa moyen ou fort, soit 100 %, à comparer aux 84 % au niveau départemental et 54 % au niveau national. Une cartographie de l'exposition du territoire national au retrait gonflement des sols argileux est disponible sur le site du BRGM,.
Par ailleurs, afin de mieux appréhender le risque d’affaissement de terrain, l'inventaire national des cavités souterraines permet de localiser celles situées sur la commune.
Concernant les mouvements de terrains, la commune a été reconnue en état de catastrophe naturelle au titre des dommages causés par la sécheresse en 1989 et 2011 et par des mouvements de terrain en 1984, 1986 et 1999.

## Histoire
Au XIIIe siècle, la famille d'Escossans réside dans un castrum (castera) dans la palus de Garonne. L'enceinte a été mise à jour par un chantier-école de l'Université de Bordeaux. Le roi d'Angleterre autorise la construction du château actuel sur la hauteur. Mabille épouse d'Amanieu d'Albret est dame de Langoiran.
À la Révolution, la paroisse Saint-Pierre de Langoiran forme la commune de Langoiran.
Le 12 octobre 1852, passage à Langoiran du prince-président Louis-Napoléon Bonaparte, futur Napoléon III, pour se rendre chez ses amis Lucien et Léontine Arman, propriétaire du domaine de Caillavet, sur la commune de Capian.
Avant la Seconde Guerre mondiale, la commune était spécialisée dans la tonnellerie. Le dernier tonnelier à avoir exercé cette activité fut Camille Lafon, qui cessa son activité en 1974.
Pendant l'Occupation, la Ortskommandantur de la Wehrmacht se situait au no 1 de l'allée Aristide-Briand (c'est dans ce même bâtiment que se trouvait quelques années auparavant l'hôpital militaire pour les blessés français et alliés de la Première Guerre mondiale).
Le commandeur logeait, quant à lui, dans une propriété au lieu-dit le Pin.
Le 25 août 1944, des éléments de la colonne Druilhe campent à Langoiran ; c'est au château de Langoiran que le commandant Rougés rencontre, le 26 août 1944 vers minuit, les colonels Druilhe et Adeline (principaux chefs de la résistance de Dordogne) et leur remet la convention de reddition de Bordeaux signée par le Hafenkommandant Korvettenkapitän z.V. Kühnemann qui avait en charge le commandement de la côte atlantique du 23 août 1944 au 19 septembre 1944.
Le 15 avril 1961, passage à Langoiran du général de Gaulle, président de la République ainsi que du colonel de Bonneval (aide de camp du général) et du préfet Gabriel Delaunay, père de Michèle Delaunay, député de la Gironde.

### Héraldique
| Blason de Langoiran | « Parti : au 1) de gueules au lion à la queue léopardée d’or, au 2) coupé au I d’or aux deux talloirs (doloires) de sable passées en sautoir et au II d’azur à la proue de gabarre de gueules à l’étrave d’or et aux bords du même chargé chacun de cinq clous aussi de gueules voguant sur une mer cousue de sable. » Le lion-léopardé représente le blason des Plantagenet. Les haches symbolisent la liberté acquise de la ville et la tonnellerie d'antan, la gabare son ancienne activité fluviale. |

## Politique et administration
Les bureaux de la mairie sont transférés en 1976 place du Docteur Abaut.
La commune de Langoiran entre dans la Communauté de communes du Vallon de l'Artolie en 2002. Avec la dissolution de celle-ci en application de la loi NOTRe, Langoiran intègre le 1er janvier 2017 la communauté de communes des Portes de l'Entre-Deux-Mers.

## Élections
Élections municipales (1er tour 11 juin 1995)
- Liste Bibonne (494 à 581 voix). Élue, 100 % des sièges
- Liste Aussant (334 à 427 voix)
- Liste Lanot (39 à 96 voix)
- Liste Briand, candidat unique (72 voix)
- Liste Orsoni, candidat unique (279 voix)

Élection présidentielle (2007)
Taux d'abstention (11,90 %)
Élections municipales (2e tour 9 mars 2008)
- Liste Raoul Orsoni (46 - 50 %)
- Liste Robert Bibonne (19-21 %)
- Liste Marcelina Martin (13-16 %)
- Liste Hugues Levieux (12-14 %)

Taux d'abstention (25,19 %)
 Élections Européennes (2009)
- Liste José Bové (24,33 %)
- Liste Dominique Baudis (20,38 %)
- Liste Kader Arif (15,01 %)
- Liste Jean-Luc Melenchon (9,79 %)
- Liste Robert Rochefort (7,11 %)
- Liste Louis Aliot (6,32 %)

Taux d'abstention (57,81 %).
 Élections cantonales (2e tour 2011)
- Guy Moreno (56,57 %) parti socialiste
- Lionel Chollon (43,43 %) parti communiste

Abstentions (60,36 %)
Blancs nuls (6,70 %)
 Élection présidentielle (1er tour 2012)
- François Hollande (26,68 %)
- Nicolas Sarkozy (20,71 %)
- Marine Le Pen (16,57 %)
- Jean-Luc Melenchon (14,46 %)
- François Bayrou (10,80 %)
- Eva Joly (3,25 %)
- Nicolas Dupont-Aignan (2,52 %)
- Philippe Poutou (1,87 %)
- Nathalie Artaud (0,65 %)
- Jacques Cheminade (0,49 %)

 Élections présidentielles (2e tour 2012)
- François Hollande (57,15 %)
- Nicolas Sarkozy (42,85 %)

 Élections législatives (1er tour 2012)
- Martine Faure, PS (40,34 %)
- Yves d'Amecourt, UMP (21,72 %)
- Gonzague Malherbe, FN (13,22 %)
- Michel Hilaire, FG (9,77 %)
- Frédéric Lataste, DVC (6,44 %)
- Dominique Jobard, verts (5,17 %)
- Marie-Pierre Fougeret, DVE (1,26 %)
- Marie-Ange Lorblancher, DVD (0,80 %)
- Françoise Dautin, DVD (0,69 %)
- Zina Ahmimou, EXG (0,34 %)
- Laurent Delage, EXG (0,23 %)

Taux d'abstention (40,56 %)
 Élections législatives (2e tour 2012)
- Martine Faure, PS (63,40 %)
- Yves d'Amecourt, UMP (36,60 %)

 Élections municipales du 23 mars 2014 (2e tour 2014)
- Liste Orsoni (43,87 %)
- Liste Sandeau (11,12 %)
- Liste Boras (45 %)

Taux d'abstention 22,64 %
Yves Ecalle a remplacé Patrick Sandeau (conseiller municipal) qui a démissionné du conseil municipal en mai 2014.
 Élections européennes 25 mai 2014 (2e tour 2014)
- Aliot, FN (21,88 %)
- Bové, Les Verts (16,97 %)
- Alliot-Marie, UMP (14,17 %)
- Rozière, PS (12,06 %)
- Mélenchon, Front de Gauche (10,66 %)
- Rochefort, UDI (8,56 %)
- Boussion, DG (4.07)
- Lesellier, Debout la République (3,79 %)
- Martinez, Ext.D (2,38 %)
- Torremocha, Ext G (1,82 %)
- Husset, Divers (0,84 %)
- Lenne, Divers (0,70 %)
- Negre, Divers (0,56 %)
- Poutou, Ext. G (0,42 %)
- Juy, Divers (0,28 %)
- Camus, Ext D (0,14 %)

Élections départementales du 29 mars 2015 (2e tour)
- Marie-Claude Agullana et Guy Moreno, Union de la Gauche (46,77 %)
- Florence Lassarade et Frédéric Lataste, Union de la Droite (32,41 %)
- Agnés Leliévre et Robert Savary, Front National (20,82 %)

Elections municipales du 15 mars 2020 (1 seul tour)
- Inscrits : 1420
- Abstention : 603
- Votants : 817
- Blancs : 23
- Nuls : 15
- Exprimés : 779
- Liste "Pour Langoiran" menée par M. Jean-François Boras : 407 voix, soit 52,24 % des exprimés
- Liste "Langoiran en commun" menée par Mme Dominique Jobard : 372 voix, soit 47,75% des exprimés

## Démographie
L'évolution du nombre d'habitants est connue à travers les recensements de la population effectués dans la commune depuis 1793. Pour les communes de moins de 10 000 habitants, une enquête de recensement portant sur toute la population est réalisée tous les cinq ans, les populations de référence des années intermédiaires étant quant à elles estimées par interpolation ou extrapolation. Pour la commune, le premier recensement exhaustif entrant dans le cadre du nouveau dispositif a été réalisé en 2006.

En 2022, la commune comptait 2 210 habitants, en évolution de +1,8 % par rapport à 2016 (Gironde : +6,91 %, France hors Mayotte : +2,11 %).
| 1793  | 1800  | 1806  | 1821  | 1831  | 1836  | 1841  | 1846  | 1851  |
| ----- | ----- | ----- | ----- | ----- | ----- | ----- | ----- | ----- |
| 1 479 | 1 092 | 1 543 | 1 237 | 1 542 | 1 506 | 1 602 | 1 704 | 1 801 |

| 1856  | 1861  | 1866  | 1872  | 1876  | 1881  | 1886  | 1891  | 1896  |
| ----- | ----- | ----- | ----- | ----- | ----- | ----- | ----- | ----- |
| 1 835 | 1 910 | 2 026 | 2 113 | 2 062 | 1 918 | 1 779 | 1 829 | 1 894 |

| 1901  | 1906  | 1911  | 1921  | 1926  | 1931  | 1936  | 1946  | 1954  |
| ----- | ----- | ----- | ----- | ----- | ----- | ----- | ----- | ----- |
| 1 917 | 1 849 | 1 723 | 1 557 | 1 599 | 1 593 | 1 405 | 1 352 | 1 371 |

| 1962  | 1968  | 1975  | 1982  | 1990  | 1999  | 2006  | 2011  | 2016  |
| ----- | ----- | ----- | ----- | ----- | ----- | ----- | ----- | ----- |
| 1 571 | 1 695 | 1 660 | 2 007 | 2 024 | 1 997 | 2 072 | 2 287 | 2 171 |

| 2021  | 2022  | - | - | - | - | - | - | - |
| ----- | ----- | - | - | - | - | - | - | - |
| 2 191 | 2 210 | - | - | - | - | - | - | - |

## Économie
- Viticulture, tourisme, Centre artisanal et commercial du Graman, transport Trans Gironde.

## Vie locale

### Enseignement
École maternelle et primaire.

### Sports
Judo Club de Langoiran

### Culture et loisirs
- Bibliothèque municipale
- Comité des fêtes

### Religion

#### Curés de Langoiran
Depuis 2015, le siège de la cure de Langoiran se situe à Cadillac. Edouard de Mentque devient curé de Cadillac et de Langoiran. L´église paroissiale de Langoiran, saint Léonce, est desservie par un "vicaire".
Le curé Grondona remplacé par le curé de Mentque est muté à la Basilique Notre-Dame de Verdelais.

## Lieux et monuments
- Château de Langoiran, château médiéval des XIIIe – XIVe siècle, classé au titre des monuments historiques en 1892[29],[30], sur un coteau dominant la Garonne.
- Site du Castéra ; plateforme fossoyée protégées par une levée de terre, installées au XIe siècle dans la plaine alluviale de la Garonne et transformée à la fin du XIIe ou au début du XIIIe siècle, avant son abandon définitif et nommée dès lors la « vieille tour » et l'édification au nord, à quelques centaines de mètres du château de Langoiran[31].
- Église Saint-Pierre-ès-Liens du Haut-Langoiran, de style roman, abritant une chapelle de 1541 dédiée à la Vierge. L'église est classée au titre des monuments historiques en 1908[32].
- Maison Rateau (ou Maison Bouliac), construite entre 1810 et 1815 au Haut-Langoiran, pour le général André Arthur Rateau, elle est rachetée en 1910 par le général Michel Arthur Abaut qui y prend sa retraite. Inscrite au titre des monuments historiques en 1999 et 2009[33].
- Cinéma Splendid, avenue Michel-Picon, inscrit au titre des monuments historiques en 2002[34].
- Église Saint-Léonce, de la fin XIXe siècle, construite par Abadie. Elle est inscrite à l'Inventaire général du patrimoine culturel[35].
- Presbytère de l'église Saint-Pierre-ès-Liens (fin XVIIe – XVIIIe siècle).
- Moulin fortifié du Gaillardon (XIVe et XVe siècles)

« Sur le ruisseau qui se jette dans la Garonne, au port de Langoiran, existe un moulin du XIVe siècle, nommé soulin de Labatut. Son plan forme un vaste parallélogramme, sans mur intérieur de sorte que le tout ne devait former, à chaque étage, qu'une seule pièce, au milieu de laquelle s'élève un pilier carré en pierre, destiné à supporter la charpente. Le Moulin Neuf à Espiet, a fourni une semblable disposition.
On entre au rez-de-chaussée, du côté sud, par une porte ogivale, haute de 2,30 m au-dessous de la clef et large de 1,90 m. Une autre porte, que je crois moderne, s'ouvre au nord. Deux meules sont actuellement en mouvement. Deux meurtrières protègent l'ouverture d'aval à l'ouest. Au-dessus de la porte d'entrée s'avance un moucharabieh, soutenu par cinq consoles. Les ouvertures entre les consoles sont de longs tuyaux qui ont leur issue supérieure au niveau du sommet de la façade. C'est de là que les hommes chargés de défendre la porte laissaient tomber les pierres sur la tête de ceux qui s'en approchaient. Chaque tuyau est séparé de son voisin par un parpaing de la largeur de la console qui lui sert de support.
Des corbeaux ayant servi à supporter les planchers indiquent la hauteur des deux étages au-dessus du rez-de-chaussée. Le premier prenait son jour par deux meurtrières meurtrières au nord, deux à l'ouest et une au sud. Cette dernière est cruciforme ; les autres ne sont formées que par une longue fente verticale. Au second étage, du côté de l'ouest et juste au-dessus du ruisseau, est une porte au-dessous de laquelle s'avancent deux consoles : ce devait être les latrines. Du deuxième étage, on montait sur le chemin de ronde par un petit escalier de pierre appliqué contre le mur. Je suppose que ce moulin, comme celui de Labarthe à Blazimont, avait une couronne de mâchicoulis. » (Extrait du livre de Léo Drouyn : La Guyenne militaire, Histoire et description des villes fortifiées, forteresses et châteaux pendant la domination anglaise, tome II, 1865).
- Parc de Pomarède, parc municipal qui fut acquis en mai 1967 par la commune ; au milieu du parc, se trouve le château de Pomarède qui fut réaménagé en réfectoire scolaire dans les années 1970 et qui abritait une importante serre qui fut détruite ; le lieu a été restauré dans les années 2000[36].
- Monument aux morts, inauguré le 6 juin 1987.
- Avant 1994, existait un zoo spécialisé dans les rapaces et les reptiles, qui appartenait à Robert Verbeke.

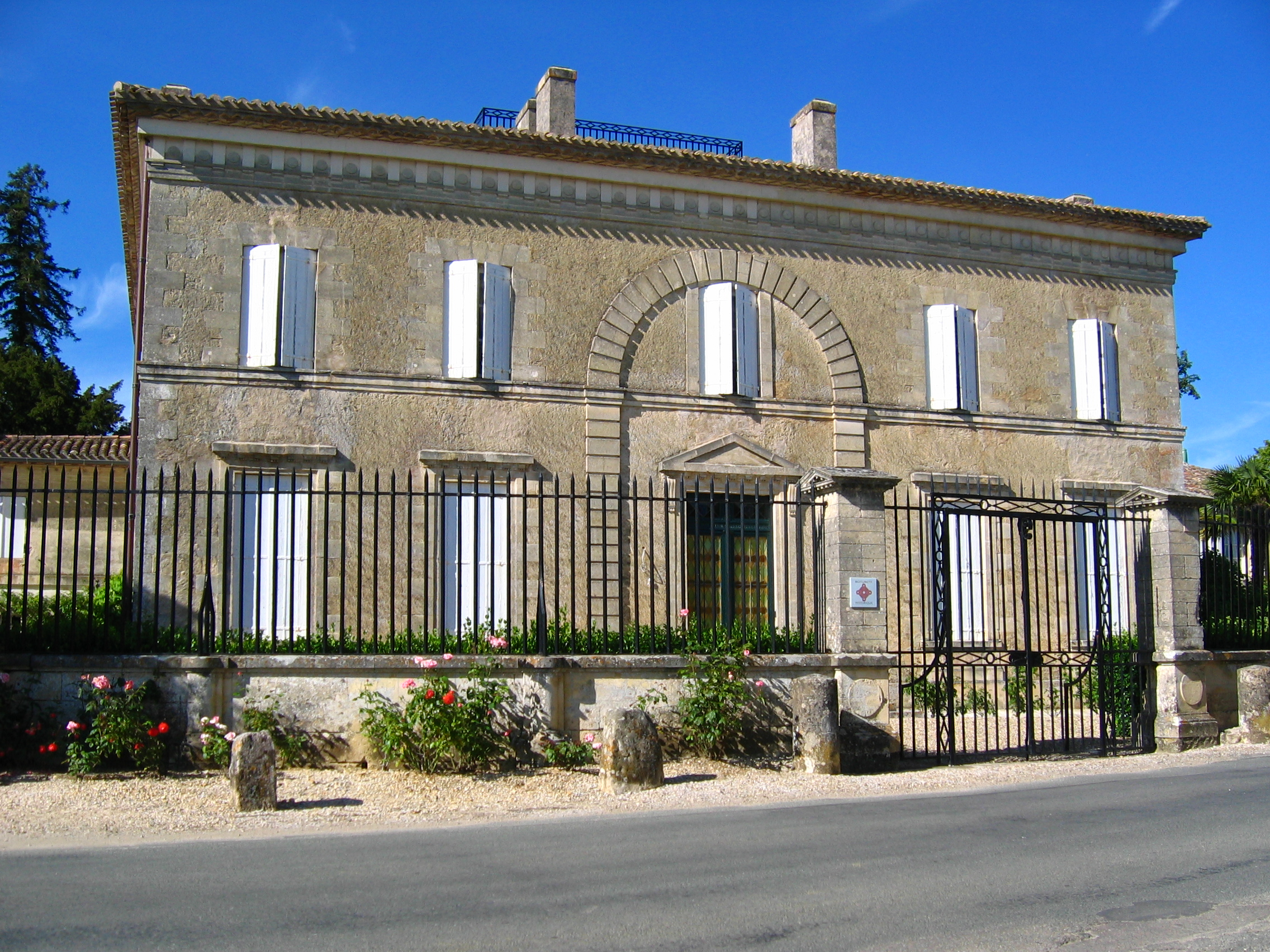
Maison Rateau (ou Maison Bouliac) dans le Haut-Langoiran.
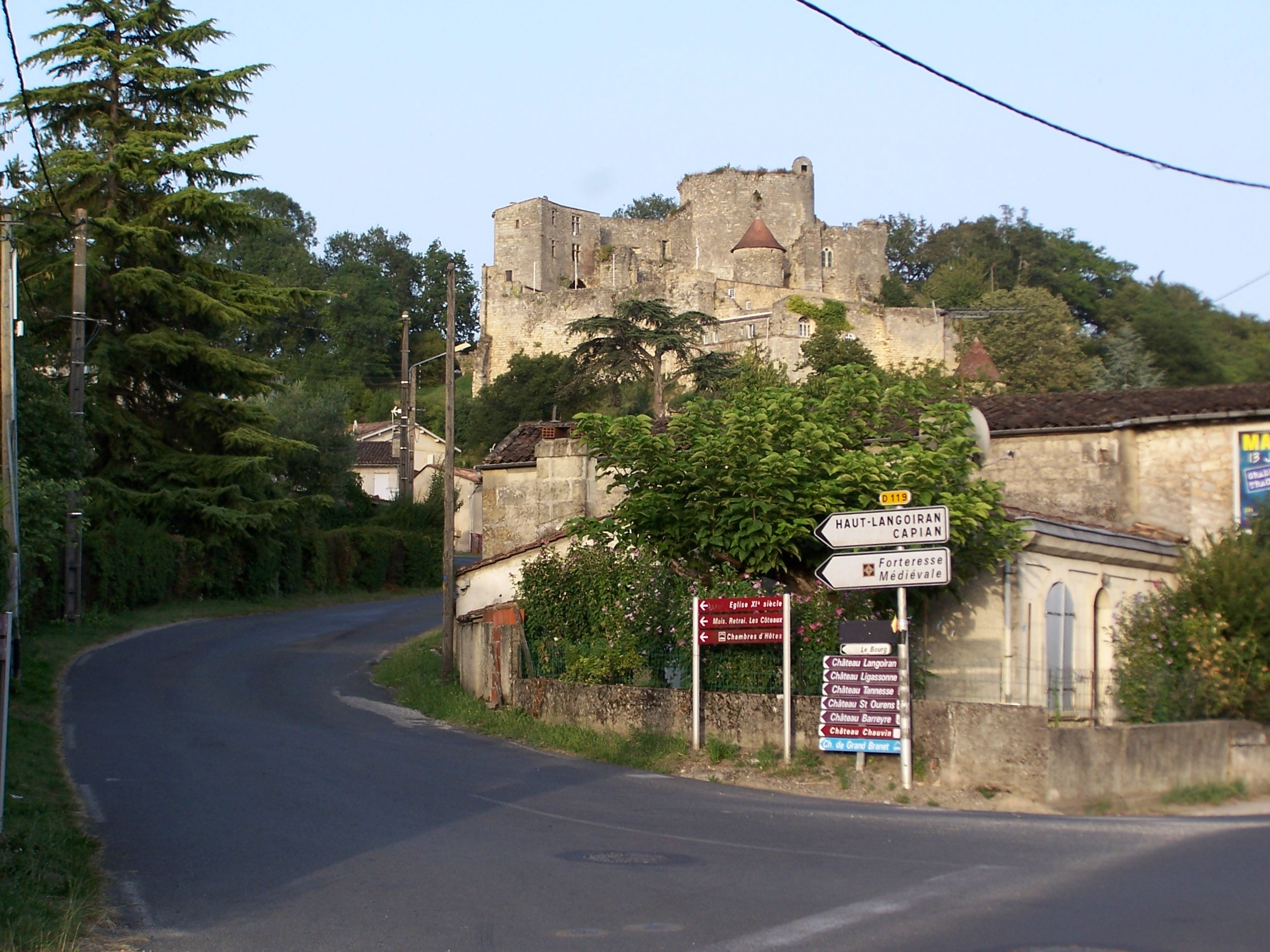
Le château vu du Pied-du-Château (août 2012).
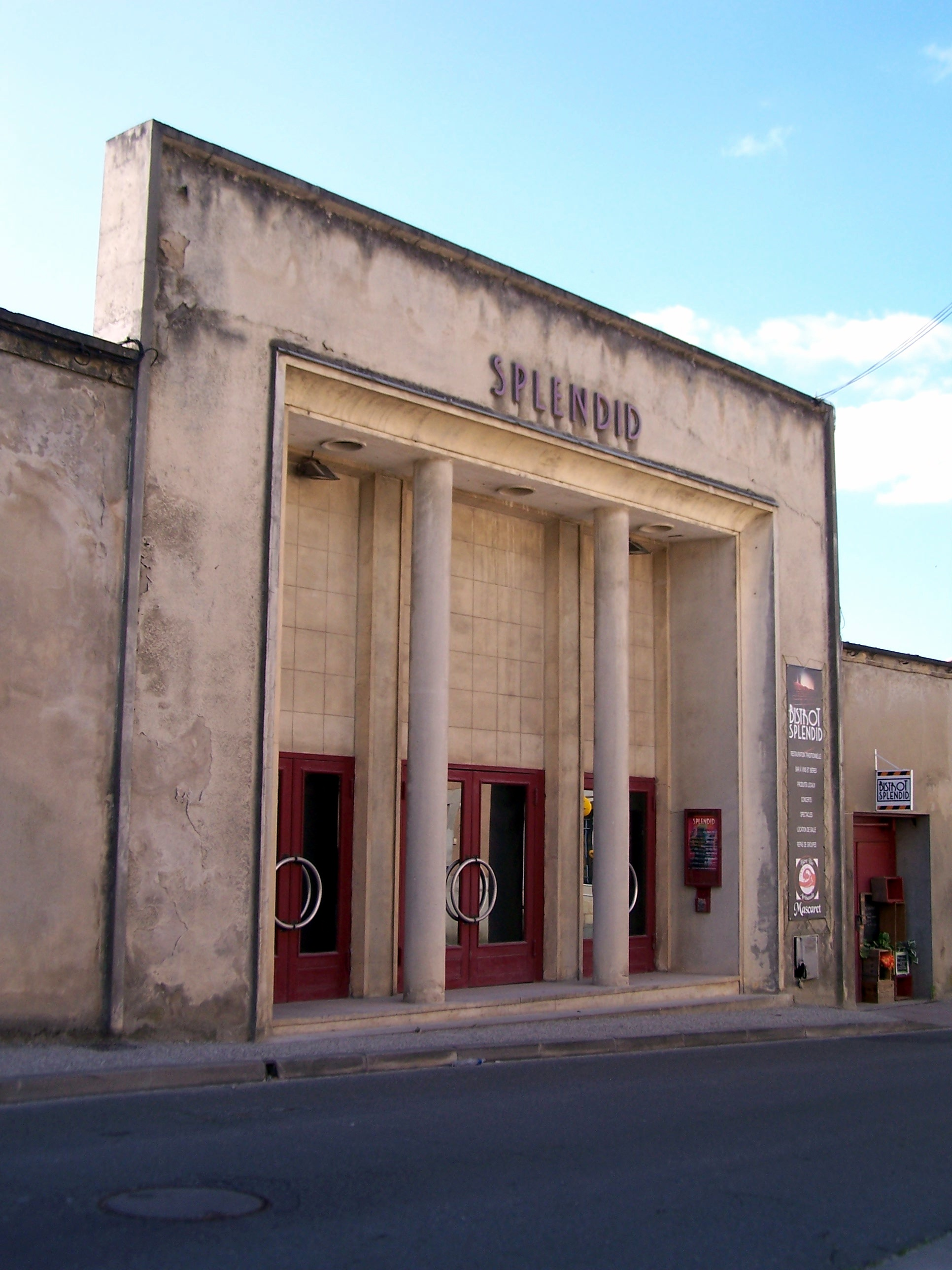
Façade du cinéma Splendid (juin 2013).
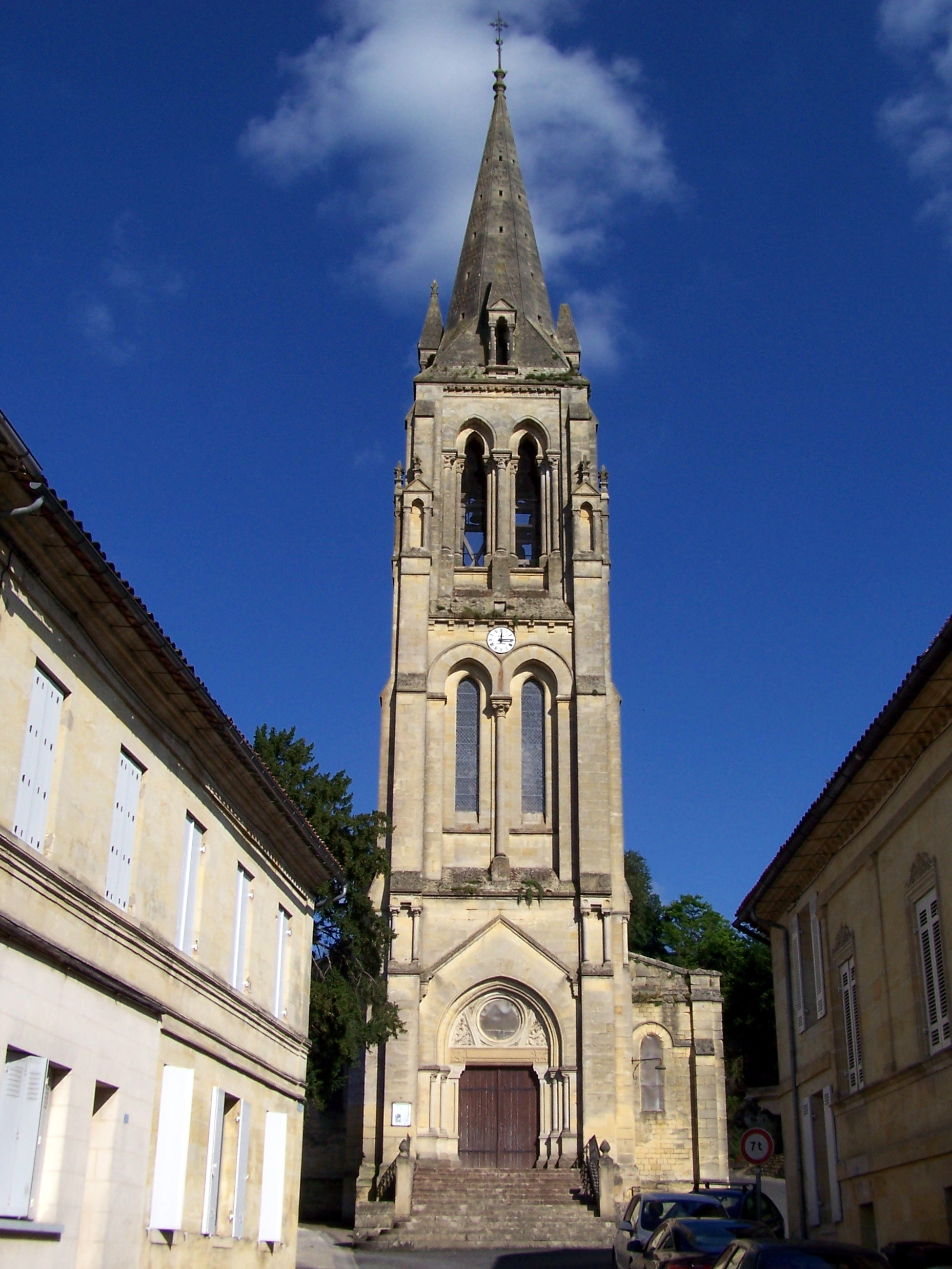
Église Saint-Léonce (juin 2013).
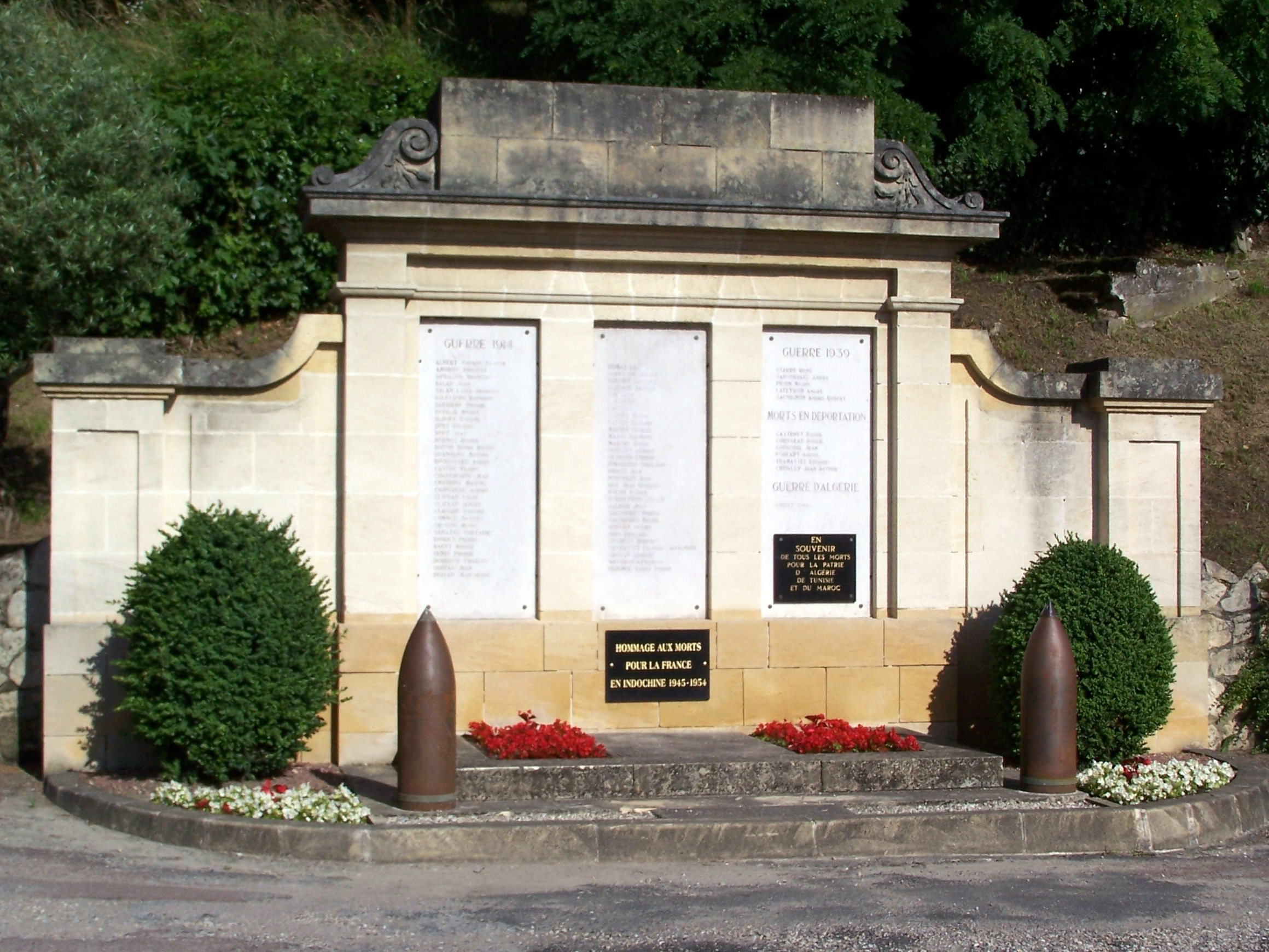
Le nouveau monument aux morts près de l'église Saint-Léonce (juin 2013).
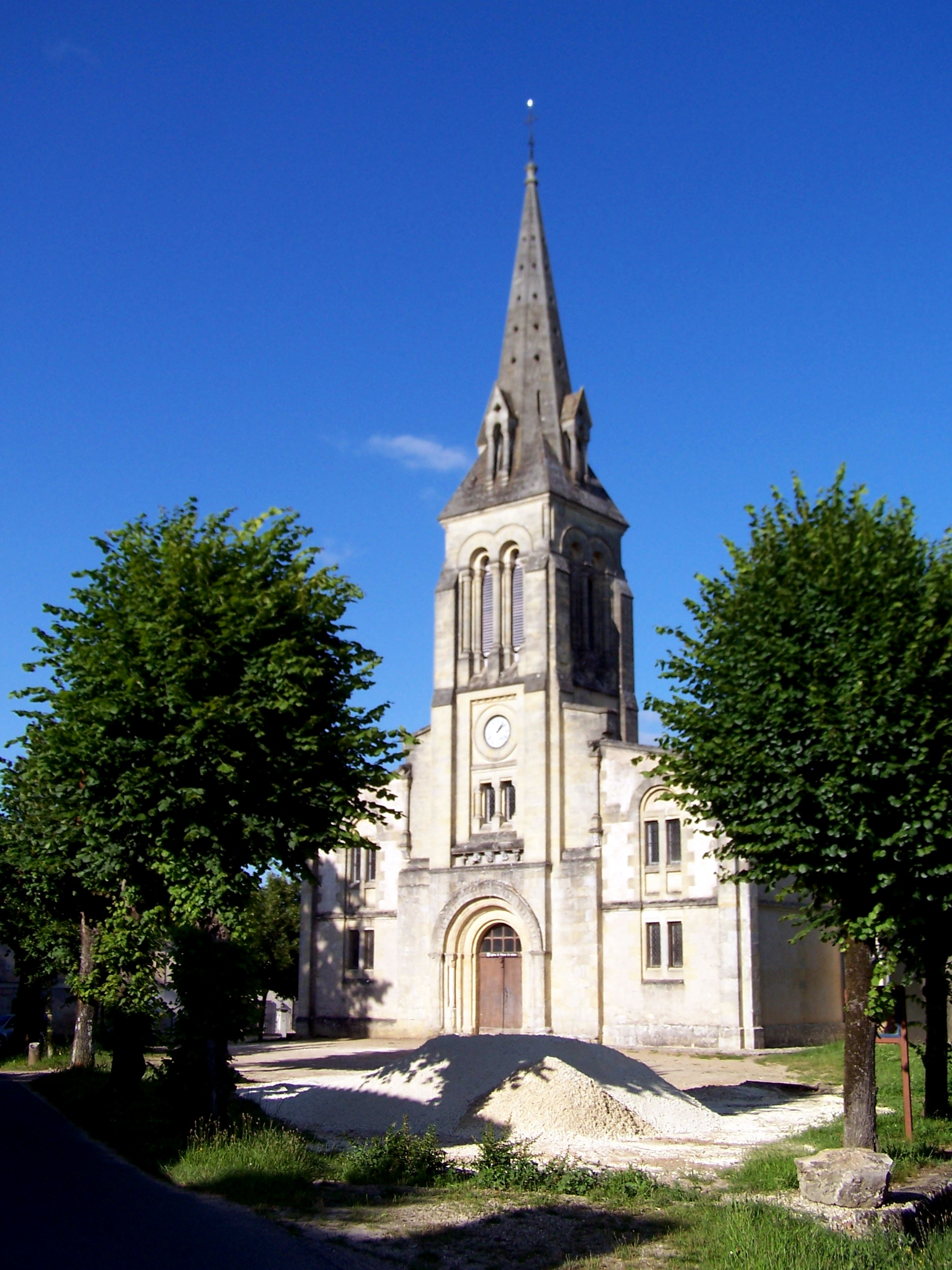
Église Saint-Pierre-ès-Liens Haut Langoiran.
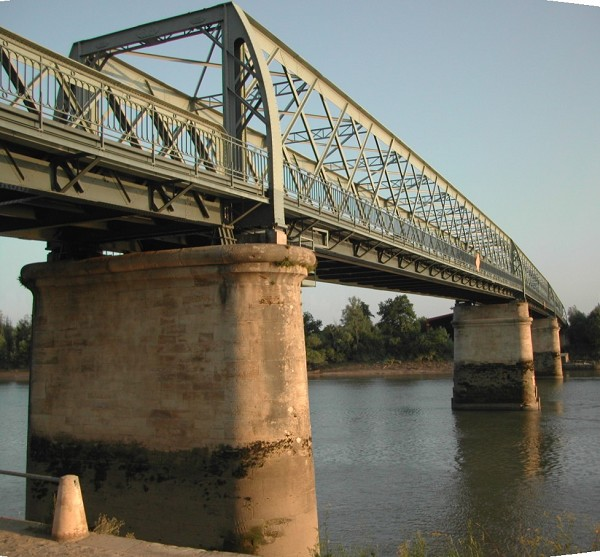
Pont métallique, dénommé Pont Eiffel, construit en 1881 par l'entrepreneur Fives-Lille, selon les principes techniques du célèbre ingénieur Gustave Eiffel.

## Personnalités liées à la commune
- Arnaud Berquin (1747-1791), écrivain
- André Dulin (1900-1973), homme politique français
- Amédée Féau (1872-1952), peintre et graveur, mort dans cette ville.
- Alain Giresse, footballeur, né à Langoiran le 2 août 1952
- Michel Picon, Résistant, (1924-1944). Sa famille était propriétaire du Château La Peyruche à Langoiran. Étudiant en classe préparatoire au lycée Michel-de-Montaigne à Bordeaux, engagé dans les FFI, il fait partie des victimes du combat de la Ferme de Richemont à Saucats (33) le 14 juillet 1944[37].

## Jumelages et échanges culturels
- Échange culturel entre la commune de Langoiran et la ville de Cobh (Irlande) de 2000 à 2001.
- Échange culturel entre la commune de Langoiran et le groupe zespoł piesni i tanca Anilana (Lodz / Pologne) de 1988 à 1995.